# Exyston sibiricus
Exyston sibiricus är en stekelart som först beskrevs av Geoffrey John Kerrich 1952.
Exyston sibiricus ingår i släktet Exyston och familjen brokparasitsteklar. Inga underarter finns listade i Catalogue of Life.